# یک میلیون جرینگی
یک میلیون جرینگی (انگلیسی: Cool Million) یک مجموعهٔ تلویزیونی جنایی آمریکایی است که در سال ۱۹۷۲ منتشر شد.

## گزیدهٔ بازیگران
- جیمز فارنتینو
- جان ورنن
- باربارا بوشه
- کریستین بلفورد